# Chrysosplenium taibaishanense
Chrysosplenium taibaishanense là một loài thực vật có hoa trong họ Saxifragaceae. Loài này được J.T.Pan miêu tả khoa học đầu tiên năm 1986.